# بحيرة أيجيرفي (ريستي جيرفي)
أيجيرفي (ريستي جيرفي) هي بحيرة متوسطة الحجم تقع في منطقة مستجمعات المياه الرئيسية أولويوكي. وهي تقع في منطقة كاينو، شمال فنلندا.